# Awigdor Stemacki
Awigdor Stemacki (hebr:אביגדור סטימצקי) (ur. 1908 w Odessie, Cesarstwo Rosyjskie, zm. 1989 w Tel-Awiwie, Izrael) – izraelski malarz pochodzący z Rosji.

## Życiorys
Urodził się w Odessie, w 1922 razem z rodziną wyjechał do Mandatu Palestyny. Po ukończeniu w 1926 Gimnazjum Hercliji w Tel-Awiwie rozpoczął studia w Szkole Sztuk Pięknych i Rzemiosł Artystycznych Besaleela, gdzie studiował pod kierunkiem Arie Arocha i Moshe Castela. W 1929 pobierał lekcje u Icchaka Frenkela, dołączył do działającej w Tel Awiwie grupy artystycznej „Massad”. W tym samym roku wyjechał do Paryża, gdzie studiował w Académie de la Grande Chaumière i Académie Colarossi. Po powrocie do Palestyny kontynuował naukę w Avni Institute of Art and Design. Należał do współzałożycieli grupy „New Horizons”. W 1939 miała miejsce pierwsza indywidualna wystawa jego prac, odbyła się w Tel Aviv Museum of Art. Wspólnie z Jezechielem Streichmanem prowadził studio malarskie, działało ono do 1948. Od 1952 do 1960 wykładał w Avni Institute, od 1962 na Uniwersytecie Hebrajskim i ponownie w Avni Institute. W 1977 przeszedł na emeryturę. Przez wiele lat tworzył wspólnie z Jezechielem Streichmanem, mimo że obaj wypracowali zupełnie odmienny, indywidualny styl to istnieje wiele punktów stycznych. Obaj jako studenci Besaleel odpowiedzieli na wpływ École de Paris na sztukę żydowską w latach 30. oraz na wpływ kubizmu w kolejnym dziesięcioleciu, obaj również należeli do czołowych wykładowców sztuki w Tel-Awiwie.